# Segelfluggelände Riedelbach

i7
i11
i13
Das Segelfluggelände Riedelbach liegt auf der Riedelbacher Heide in der Gemeinde Weilrod beim Ortsteil Riedelbach im Taunus (Östlicher Hintertaunus). Er liegt rund neun Kilometer nördlich des Großen Feldbergs. Der Sportfliegerclub Riedelbach / Taunus e. V. ist seit 1967 auf dem Gelände beheimatet.

## Gelände
Die Start- und Landebahn des Segelfluggeländes hat eine Länge von 1000 m mit einer Ausrichtung von 06/24 sowie einer Südplatzrunde. Außerdem existiert eine 350 m lange Start- und Landebahn mit der Ausrichtung 08/26. Das Segelfluggelände besitzt eine Betriebszulassung für Segelflugzeuge, Motorsegler und Ultraleichtflugzeuge. Als Startarten sind Flugzeugschleppstart und Windenstart zugelassen.

## Flugbetrieb
Flugbetrieb findet auf dem Flugplatz vornehmlich an Wochenenden und an Feiertagen statt. Den Hauptbetrieb bilden Segelflugstarts an der Winde. Obwohl den größten Anteil Schulstarts ausmachen, handelt es sich häufig um Streckenflüge quer durch Deutschland. Gelegentlich handelt es sich auch um Kunstflüge. Motorseglerflüge stellen gemessen an der Summe der Starts und Landungen auf dem Flugplatz eher die Ausnahme dar, obwohl gelegentlich Flugzeugschlepps zum Starten genutzt werden.